# Donje Jesenje
Donje Jesenje je uz Gornje Jesenje najveće naselje u općini Jesenje. Stanovništvo se pretežno bavi poljoprivrednim djetnostima, a raštrkano je na nekoliko glavnih brežuljaka kao što su Kovačeci, Hercegi, Halužani, Cvrtili i Jarčani. U mjestu se nalazi stara kapelica, te novo multifunkcionalno igralište s pripadujućim domom. Leži na cesti između Đurmanca i Gornjeg Jesenja.

## Stanovništvo
| broj stanovnika | 418   | 447   | 473   | 553   | 533   | 591   | 571   | 545   | 594   | 575   | 542   | 515   | 444   | 404   | 381   | 359   | 325   |
|                 | 1857. | 1869. | 1880. | 1890. | 1900. | 1910. | 1921. | 1931. | 1948. | 1953. | 1961. | 1971. | 1981. | 1991. | 2001. | 2011. | 2021. |

##### Poznate osobe
August Kovačec, jezikoslovac, član HAZU-a.

## Vanjske poveznice
- Službena stranica Općine Jesenje